# Joseph Kraus (Pädagoge)
Joseph Kraus (* 5. Mai 1919; † 1. Januar 1993 in Eichstätt) war ein deutscher Pädagoge und Hochschulprofessor.

## Leben
Kraus war Professor für Pädagogik und Didaktik an der Katholischen Universität Eichstätt. Sein Sohn ist der Lehrer und Funktionär Josef Kraus.

## Besonderheiten
Kraus war 1968 Gründungsrektor der Pädagogischen Hochschule Eichstätt. 
Ihm stand zu diesem Zeitpunkt  Hubert Henz als Prorektor zur Seite. Die Pädagogische Hochschule Eichstätt wurde 1980 zur Katholischen Universität Eichstätt.

## Nachlass
Der Nachlass von Kraus befindet sich als Nachlass Nl 94 in der Universitätsbibliothek Eichstätt.